# ایلکترون
ایلکترون (انگلیسی: Elektron) شرکت الکترونیک سوئدی است، که در سال ۱۹۹۸ تأسیس شد.